# Gunther (luchador)
Walter Hahn (Viena, 20 de agosto de 1987) es un luchador profesional austriaco y Actualmente trabaja para la empresa estadounidense WWE, donde se presenta en la marca Raw bajo el nombre de Gunther. Es conocido por haber aparecido en numerosas promociones en Europa, Japón y América del Norte, predominantemente luchando de forma monónima como Walter (estilizado en letras mayúsculas como WALTER), más notablemente en Westside Xtreme Wrestling, Pro Wrestling Guerrilla (PWG) y Progress Wrestling.
Hahn ha sido siete veces campeón mundial al ser tres veces Campeón Mundial Unificado de Lucha Libre de wXw, una vez Campeón Mundial (Unificado) de Progress, una vez Campeón Mundial de PWG y dos veces Campeón Mundial Peso Pesado de WWE. También fue tres veces Campeón Atlas de Progress hasta unificar con el título mundial, una vez Campeón del Reino Unido de NXT y una vez Campeón Intercontinental de WWE teniendo el récord con el reinado más largo de ambos campeonatos.

## Carrera

### Westside Xtreme Wrestling (2007–2020)
Walter hizo su debut en Westside Xtreme Wrestling el 4 de mayo de 2007, en una lucha que también incluía a Atsushi Aoki, Adam Polak, y Tengkwa. Derrotó a Zack Sabre Jr. Para ganar el wXw Unified World Wrestling Championship el 2 de octubre de 2010 en Oberhausen, Alemania. Pierde el título frente a Daisuke Sekimoto el 15 de enero de 2011, pero lo ganó de nuevo más tarde ese año el 2 de mayo de 2011, durante un evento de Big Japan Pro Wrestling en Tokio, Japón. Conservó el título durante 383 días, antes de perderlo contra El Genérico el 19 de mayo de 2012. A comienzos de mayo de 2012 Big van Walter fue derrotado por Yoshihito Sasaki en una lucha para coronar al primer BJW World Strong Heavyweight Champion en Yokohama, Japón. Ganó el título por tercera vez el 27 de julio de 2014, derrotando a Tommy End en Fans Appreciation Night, pero lo perdió ante Karsten Beck el 17 de enero de 2015.

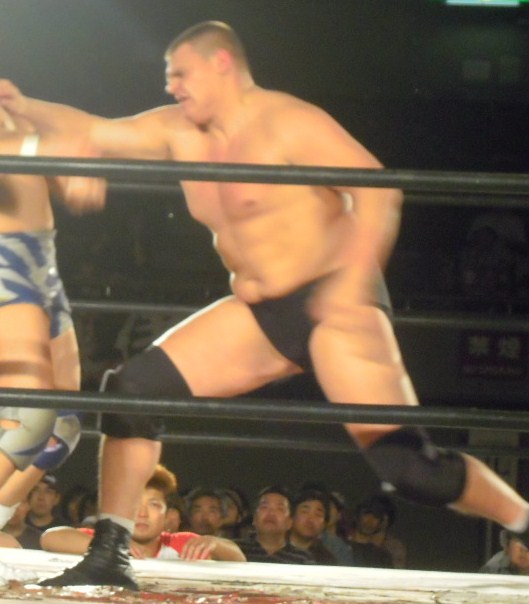
Walter, en mayo de 2012.

Walter y su compañero Robert Dreissker vencieron a RockSkillet (Jay Skillet y Jonathan Gresham) para ganar los wXw World Tag Team Championship en el día tres de 16 Carat Gold  el 3 de marzo de 2013. Más tarde perdieron los títulos en Hamburgo, Alemania frente a Hot and Spicy (Axel Dieter Jr. Y Da Mack). Se asoció con Zack Sable Jr. para ganar los vacantes wXw World Tag Team Championship encima el 4 de octubre de 2015 en las finales de World Tag Team Tournament 2015, pero renunció al título en wXw Fifteenth Anniversary Show el 12 de diciembre de 2015, perdiendo ante Cerebrus (Ilja Dragunov y Robert Dreissker). Walter y su compañero de Ringkampf Timothy Thatcher derrotaron a Massive Product (David Starr y Jurn Simmons) para ganar los wXw World Tag Team Championship en la final del wXw World Tag Team League el 8 de octubre de 2017. El 11 de marzo Walter y Thatcher perdieron los títulos contra Da Mack y John Klinger.
Es entrenador en la academia de wXw Wrestling.

### Progress Wrestling (2015–2019)
El 24 de mayo de 2015 Walter debutó como Big Daddy Walter en Progress Wrestling en el 2015, en el evento Super Strong Style 16 Tournament en el Electric Ballroom en Londres, perdiendo ante Rampage Brown en la primera ronda. Los dos se volvieron a encontrar más tarde en 2015 en el Chapter 23: What A Time To Be Alive! en una lucha notable por la ruptura del ring después de que Brown fuera azotado con la esquina. Entró otra vez en el Super Strong Style 16 Tournament en 2016, logrando llegar a los cuartos de final antes de ser eliminado por Chris Hero.
Walter participó en el torneo para determinar el primer Progress Atlas Champion en 2016 pero acabó el torneo con solo 2 puntos. En el Chapter 47, Ringkampf (Walter, Axel Dieter Jr. Y Timothy Thatcher) desafiaron a British Strong Style (Pete Dunne, Trent Seven y Tyler Bate) por todos sus campeonatos, en una lucha de seis hombres por equipos, sin éxito al tratar de conseguirlos. Derrotó a Matt Riddle para ganar el Progress Atlas Championship en el Chapter 51: Screaming for Progress en el O2 Academy Birmingham. Perdió el título contra Riddle poco después de un mes en el show de Progress en la Ciudad de Nueva York, pero lo recapturo en el Chapter 55: Chase The Sun en el Alexandra Palace en una lucha de triple amenaza en la que también participaban Matt Riddle y Timothy Thatcher. En el Chapter 74: Mid Week Matters Walter enfrentó a Travis Banks en una lucha en la cual el campeonato mundial estaba en juego, al final de la noche Walter se alzó como el nuevo campeón mundial de Progress Wrestling.

### Evolve (2017–2019)
Walter debutó en Evolve en Evolve 90 el 11 de agosto de 2017 en Joppa, Maryland, defendiendo el Progress Atlas Championship contra Fred Yehi.
Walter tuvo una oportunidad sin éxito por el WWN Championship la noche siguiente de Evolve 91 en la ciudad de Nueva York en una lucha fatal de 4 esquinas que también incluía a Matt Riddle, Keith Lee, y Tracy Williams. Hizo otro intento sin éxito por conseguir el WWN Championship el 9 de diciembre de 2017 cuando fue derrotado por Keith Lee en Evolve 96 en la Ciudad de Nueva York.

### Pro Wrestling Guerrilla (2017–2018)
Walter entró en el Battle of Los Angeles 2017, fue eliminado por Keith Lee en la primera ronda.
Walter fue derrotado por Ricochet el primer día de PWG All Star Weekend en 2017. El segundo día derrotó a Zack Sabre Jr. en una lucha que fue galardonada con una prestigiosa calificación de cinco estrellas por Dave Meltzer en el boletín de Wrestling Observer.
El 21 de abril en la segunda noche del evento All Star Weekend 14, Walter derrotó a Keith Lee y Jonah Rock para ganar el PWG World Championship en una lucha fatal de 3 esquinas.

### Defiant Wrestling (2018–2019)
Se anunció que Walter sería añadido a la lucha por el Defiant Internet Championship junto con David Starr y Travis Banks en Lights Out. Aun así Banks no pudo competir debido a una lesión en el pie. En cambio Walter más tarde derrotaría a Starr para convertirse en el retador #1 por el título de Banks.

### WWE (2019–presente)

#### Reinado más largo como Campeón de NXT UK (2019-2022)
El 26 de noviembre de 2018, se anunció que WALTER había firmado un contrato con la WWE y que reportaría a la marca NXT UK.
Walter hizo su debut al enfrentar a Pete Dunne después de  NXT UK Takeover: Blackpool. WALTER ganaría el Campeonato del Reino Unido de la WWE tras derrotar a Pete Dunne el 5 de abril de 2019 en NXT TakeOver: New York, en el NXT UK transmitido el 22 de mayo derrotó nuevamente a Pete Dunne y retuvo el Campeonato del Reino Unido de la WWE, terminando así su feudo. Posteriormente en NXT UK transmitido el 26 de junio, derrotó a Travis Banks y retuvo el Campeonato del Reino Unido, luego comenzó un feudo contra Tyler Bate, que culminó en el NXT UK Take Over: Cardiff, donde WALTER lo derrotó y retuvo su título, luego comenzaría un feudo junto a Imperium (Alexander Wolfe, Fabian Aichner & Marcel Barthel) contra Gallus(Joe Coffey, Mark Coffey & Wolfgang).
Comenzando el 2020, el feudo culminó en NXT UK Blackpool II, derrotando a Joe Coffey, reteniendo su título. En NXT UK transmitido el 5 de marzo, derrotó a Dave Mastiff y retuvo el Campeonato del Reino Unido de la WWE. 
En NXT UK del 24 de septiembre, derrotó a Saxon Huxley en un combate no titular, en el NXT UK del 15 de octubre, junto a Alexander Wolfe fueron derrotados por Ilja Dragunov & Pete Dunne, en el NXT UK del 29 de octubre, derrotó a Ilja Dragunov y retuvo el Campeonato del Reino Unido de NXT.
Comenzando el 2021, en NXT UK emitido el 14 de enero, derrotó al ganador de la Copa Heritage de NXT UK A-Kid y retuvo el Campeonato del Reino Unido de NXT, la Copa Heritage de NXT UK no estuvo el juego. En NXT UK emitido el 18 de febrero, se convirtió en el Campeón del Reino Unido de NXT UK más longevo de la historia de NXT UK. En NXT UK emitido el 18 de marzo, se presentó para dar un comunicado de que no hay nadie puede derrotarlo, sin embargo fue interrumpido por Rampage Brown argumentando que él será el que lo acabará, acto seguido lo empujó y teniendo un careo, más tarde esa misma noche, el Gerente General de NXT UK Jhonny Saint anunció que se enfrentaría a Rampage Brown por el Campeonato del Reino Unido de NXT en NXT UK: Prelude.
En el episodio especial de NXT 2.0 llamado New Year's Evil el 4 de enero de 2022, Walter se asoció con sus compañeros de Imperium Fabian Aichner y Marcel Barthel para enfrentar a Riddle y MSK (Nash Carter y Wes Lee) en una lucha por equipos que perdió. Después de tener su último combate en NXT UK el 13 de enero, donde derrotó a Nathan Frazer, Walter fue transferido a la marca NXT. El 18 de enero de NXT 2.0, Walter derrotó a Roderick Strong en el evento principal, después de lo cual anunció su nuevo nombre de ring como Gunther. La recepción en línea del nuevo nombre ha sido abrumadoramente negativa, considerando que la WWE registró el nombre completo, Gunther Stark, el nombre similar al de un oficial naval nazi, Gunther Stark. Un día después, la WWE eliminó la marca registrada del nombre completo.

#### Reinado más largo como Campeón Intercontinental (2022-2024)
En la edición del 8 de abril de SmackDown, Gunther, junto con su compañero de Imperium Marcel Barthel (ahora conocido como Ludwig Kaiser) hicieron su debut en el roster principal. En su combate de debut, Gunther derrotó al luchador local Joe Alonzo en menos de 3 minutos. En el episodio del 27 de mayo, él y Kaiser hicieron su debut como equipo tras vencer a Drew Gulak y al Campeón Intercontinental Ricochet. Dos semanas después, derrotó a Ricochet para ganar el Campeonato Intercontinental, convirtiéndose en el primer austriaco en ganarlo. Se realizó una revancha para el episodio del 24 de junio, donde Gunther retuvo exitosamente. Más adelante el 12 de agosto, defendió el título con éxito contra Shinsuke Nakamura en lo que fue un gran combate de ensueño para los fanes. En el evento Clash at the Castle realizado en Cardiff, se enfrentaría al también europeo Sheamus en un combate por el título, llevándose la victoria. Además, esta victoria catalogó a Gunther como el primer -y hasta el momento único- luchador de la empresa cuyos combates obtuvieron las cinco estrellas tanto en los TakeOvers de NXT como en los eventos prémium del roster principal.
En Royal Rumble el 28 de enero de 2023, Gunther fue el primer participante en ingresar al ring, pero fue el último eliminado por Cody Rhodes. Pese a no ganar el combate, su actuación de 71 minutos fue la más larga en la historia del evento, arrebatándole el récord a Rey Mysterio. El 9 de febrero, Gunther rompería otro récord; alcanzó los 245 días como campeón, superando el reinado de 244 días de Shelton Benjamin, convirtiéndose en el Campeón Intercontinental con el reinado más largo en el siglo XXI. En el episodio del 17 de febrero de SmackDown, defendió con éxito el título contra Madcap Moss. En marzo, se anunció una Fatal 5 Way match entre LA Knight, Sheamus, Drew McIntyre, Karrion Kross y Xavier Woods (quien reemplazó a un lesionado Kofi Kingston) con el ganador siendo su próximo retador para WrestleMania 39, que terminó con Sheamus y McIntyre nombrados como co-ganadores tras realizar un doble pinfall. En el episodio del 17 de marzo, junto con Ludwig Kaiser y Giovanni Vinci, atacaron a ambos luchadores, quienes se enfrentaban para definir al oponente de Gunther en WrestleMania, hasta que el funcionario de la WWE Adam Pearce programó una triple amenaza para el 2 de abril. Allí, retuvo el título contra Sheamus y McIntyre en un combate bastante aclamado por la crítica. El periodista Dave Meltzer del Wrestling Observer Newsletter calificó el combate con cinco estrellas, marcando el sexto combate de Gunther con dicha calificación y el quinto en la WWE (así como el segundo en la lista principal). Esto también convirtió a Gunther en el luchador con la mayor cantidad de combates de cinco estrellas calificados por Meltzer en la historia de WWE y el único en lograrlo en cinco años consecutivos.
Como parte del Draft, tanto él como sus compañeros de Imperium fueron seleccionados para la marca Raw, llevándose el título Intercontinental consigo. Su primera rivalidad allí sería con Mustafa Ali, a quien derrotó en el evento Night of Champions en Arabia Saudita, su debut luchístico en dicho país. En el episodio del 29 de mayo de Raw, Gunther confrontó a Matt Riddle, que afirmó ganar el combate de escaleras de Money in the Bank, y posteriormente canjear el maletín ante él. El 10 de junio, superó la marca de los 365 días como Campeón Intercontinental, convirtiéndose en el quinto hombre en ostentar el título durante un reinado continuo de un año completo. En el episodio del 19 de junio, atacaría el tobillo de Riddle después de un combate, algo que este le había hecho a Giovanni Vinci tres semanas antes. Una semana después, Riddle desafiaría a Gunther por el campeonato en Money in the Bank, que aceptó antes de atacarlo. En el evento realizado en Reino Unido, derrotaría a Riddle por sumisión, pero acabando el combate sale Drew McIntyre a encararlo, para luego recibir un Claymore. El 30 de julio, Gunther superaría el reinado de 414 días de Randy Savage para convertirse en el tercer campeón reinante más largo de la historia. Una semana después en SummerSlam el 5 de agosto, logra retener exitosamente el título ante McIntyre.
En el episodio del 21 de agosto de Raw, Gunther defendió el título contra Chad Gable, aunque lo haría perdiendo el combate vía descalificación, poniendo fin a su racha invicta en luchas individuales desde su debut en el roster principal; Sin embargo, como los títulos no cambian de manos por conteo o descalificación a menos que se estipule lo contrario, se mantuvo como monarca. Después de derrotar a Gable en una revancha en el episodio del 4 de septiembre de Raw, garantizó que se convertiría en el Campeón Intercontinental con el reinado más largo, y el 8 de septiembre logró batir el récord que poseía The Honky Tonk Man con 454 días. Horas después, viajó a la India para defender exitosamente el título ante Shanky en el evento en vivo Superstar Spectacle.
El 27 de enero de 2024 en Royal Rumble, Gunther ingresó a la batalla real en el puesto 18, eliminando a Jey Uso, Kofi Kingston y The Miz antes de ser eliminado por el ganador, Cody Rhodes. El siguiente Raw, defendió con éxito el Campeonato Intercontinental contra Kingston, y también ante Jey en el episodio del 19 de febrero de Raw después de la interferencia de Jimmy Uso. El 20 de febrero, estableció otro récord para el título, esta vez por la mayor cantidad de días acumulados como campeón, superando a Pedro Morales, quien mantuvo el título durante 619 días en dos reinados; Morales había mantenido este récord durante 41 años. En la Noche 1 de WrestleMania XL, Gunther fue derrotado por Sami Zayn, poniendo fin a su reinado histórico en 666 días y marcando su primera derrota en el roster principal.

#### Campeón Mundial de los Pesos Pesados (2024–presente)
Gunther hizo su primera aparición en la WWE desde WrestleMania XL en el episodio del 22 de abril de Raw, cuando anunció que participaría en el torneo King of the Ring. En el mismo episodio, Vinci (quien luego sería drafteado para SmackDown) fue expulsado de Imperium por Kaiser, quien lo había agredido después de su combate programado; luego, Kaiser fue multado. 
Después del Raw de la semana siguiente, Gunther aceptó que Kaiser expulsara a Vinci. Después de que Kaiser y Gunther se mantuvieran en Raw durante el Draft de la WWE de 2024, se anunció que Gunther se enfrentaría a Sheamus en la primera ronda del torneo King of the Ring. En el episodio del 7 de mayo de Raw , Gunther derrotó a Sheamus en lo que Sheamus consideró el último combate entre ellos. La semana siguiente, derrotó a Kofi Kingston en un combate de cuartos de final, luego derrotó a Jey Uso en las semifinales el 20 de mayo, y finalmente a Randy Orton en la final en el evento King and Queen of the Ring , aunque de manera controvertida, después de que Orton tuviera un hombro levantado durante el pinfall del crucifijo final del combate para ganar el torneo, obteniendo un combate por el Campeonato Peso Pesado Mundial en el evento SummerSlam de ese año. 
En el episodio del 15 de julio de Raw, antes del combate contra el entonces campeón Damian Priest , Gunther atacó la vida personal de Priest al referirse a Priest (y luego a la totalidad de The Judgment Day en el episodio de la semana siguiente de Raw) como "basura callejera", y afirmando que, a diferencia de a Priest, a él le habían "rogado" que firmara con la WWE. En el mismo segmento de Raw, Priest se referiría a Gunther como "aburrido", "vanidoso" y " privilegiado ". En el evento del 3 de agosto, Gunther derrotó a Priest para ganar el Campeonato Mundial Peso Pesado por primera vez en su carrera, en particular después de la interferencia del miembro de Judgment Day, Finn Balor. 
En el episodio del 3 de agosto de Raw, Randy Orton desafió a Gunther a una revancha después de afirmar que nunca perdió la lucha final del King of the Ring de 2024 gracias a la cual Gunther había logrado el combate por el título, y se confirmó para Bash in Berlin el 31 de agosto, en la cual Gunther derrotó a Orton por sumisión al provocarle un desmayo.

## Vida personal
Hahn está casado con la exluchadora profesional Jinny Sandhú (35), más conocida como Jinny. el 27 de diciembre del 2023, dieron la bienvenida a su primer hijo, un varón.
Nacido y criado en Viena, Hahn creció apoyando a su club de fútbol local, el SK Rapid Viena. También sigue la Bundesliga alemana y es seguidor del FC Schalke 04.

## Campeonatos y logros
- ESPN

Gunther ostenta un reinado como Campeón Intercontinental de WWE, que a su vez es el más largo en la historia del título.

  - Lucha del año (2022) contra Sheamus en Clash at the Castle.

- Defiant Wrestling
  - Defiant Internet Championship (1 vez)

- European Wrestling Promotion
  - EWP Tag Team Championship (1 vez) con Michael Kovac

- Fight Club: PRO
  - Infinity Trophy (1 vez)[47]

- German Stampede Wrestling
  - GSW Tag Team Championship (1 vez) con Robert Dreissker

- Over The Top Wrestling
  - OTT Championship (1 vez)

- Progress Wrestling
  - Progress Unified World Championship (1 vez)
  - Progress Atlas Championship (3 veces, último)[48][49]

- Pro Wrestling Fighters
  - PWF North-European Championship (1 vez)

- Pro Wrestling Guerrilla
  - PWG World Championship (1 vez)

- Westside Xtreme Wrestling
  - wXw Unified World Wrestling Championship (3 veces)
  - wXw World Tag Team Championship (4 veces) con Ilja Dragunov (1), Robert Dreissker (1), Zack Sabre Jr. (1), y Timothy Thatcher (1)[8]
  - 16 Carat Gold Tournament (2010)
  - wXw World Tag Team Tournament (2015) con Zack Sabre Jr.
  - World Tag Team League (2017) con Timothy Thatcher.[50]

- World Wrestling Entertainment/WWE
  - World Heavyweight Championship (2 veces)
  - WWE Intercontinental Championship (1 vez)
  - NXT United Kingdom Championship (1 vez)[Nota 1]
  - King of the Ring (2024)

- Pro Wrestling Illustrated
  - Clasificado en el puesto n.º 315 en los PWI 500 de 2016[51]
  - Clasificado en el puesto n.º 77 en los PWI 500 de 2018[52]
  - Clasificado en el puesto n.º 14 en los PWI 500 de 2019[53]
  - Clasificado en el puesto n.º 25 en los PWI 500 de 2020[54]
  - Clasificado en el puesto n.º 28 en los PWI 500 de 2021[55]
  - Clasificado en el puesto n.º 91 en los PWI 500 de 2022[56]
  - Clasificado en el puesto n.º 4 en los PWI 500 de 2023[57]
  - Clasificado en el puesto n.º 9 en los PWI 500 de 2024[58]

- Wrestling Observer Newsletter
  - Lucha 5 estrellas (2017) vs. Zack Sabre Jr. el 21 de octubre
  - Lucha 5¼ estrellas (2019) vs. Tyler Bate en NXT UK TakeOver: Cardiff el 31 de agosto
  - Lucha 5 estrellas (2020) vs. Ilja Dragunov en el episodio del 29 de octubre de NXT UK
  - Lucha 5¼ estrellas (2021) vs. Ilja Dragunov en NXT TakeOver: 36 el 22 de agosto
  - Lucha 5 estrellas (2022) vs. Sheamus en Clash at the Castle el 3 de septiembre
  - Lucha 5 estrellas (2023) vs. Sheamus vs Drew McIntyre en WrestleMania 39 el 2 de abril